# 沪东
沪东，是指上海市区东北部的杨浦区的地片。东、南临黄浦江，西至虹口港、沙泾港一线。

## 历史
初指今杨浦区南部地区。
1927年3月7日，中共上海区委为领导和组织上海工人第三次武装起义，决定将杨树浦部委和中共引翔港部委合并为中共沪东部委，下属支部37个，党员1501人。1927年7月，中共沪东部委改为中共沪东区委，隶属于中共江苏省委。区委领导先后有林育南、赵容(康生)、毛春芳(欧阳洛)、刘少奇、何孟雄、恽代英等。1935年9月中旬，沪东区委领导成员全部被捕，区委停止活动。1937年11月，江苏省委根据中共中央指示精神：“上海不再按地区设立区委，而是按照不同系统建立党的各级组织，实行垂直单线领导”。1945年后指称范围略有扩大，泛指提篮桥、榆林、杨树浦三区。1949年初，上海市委决定改为基本上按地区分块领导，重建沪东区委及其下属的几个分区委。1949年8月6日上海市委作出《关于调整党的组织，建立区委的决定》，新的沪东区委辖杨树浦、榆林、提篮桥3个区的党的工作。1950年6月12日，撤销沪东区委，在沪东地区按行政区建立杨树浦、榆林、提篮桥3个区委。